# Palliduphantes brignolii
Espèce
Synonymes
- Lepthyphantes brignolii Kratochvíl, 1978

Palliduphantes brignolii est une espèce d'araignées aranéomorphes de la famille des Linyphiidae.

## Distribution
Cette espèce est endémique de Croatie. Elle se rencontre dans la grotte Šipun špilja à Cavtat dans le comitat de Dubrovnik-Neretva.

## Description
Le mâle décrit par Brignoli en 1980 mesure 2,28 mm et la femelle 2,29 mm.

## Étymologie
Cette espèce est nommée en l'honneur de Paolo Marcello Brignoli.

## Publication originale
- Kratochvíl, 1978 : Araignées cavernicoles des îles Dalmates. Prirodovedne Prace Ustavu Ceskoslovenske Akademie Ved v Brne, vol. 12, no 4, p. 1-59.